# Coppa Bernocchi 1999
La Coppa Bernocchi 1999, ottantunesima edizione della corsa, si svolse il 19 agosto 1999 su un percorso di 199 km. Era valida come evento del circuito UCI categoria 1.3. La vittoria fu appannaggio dell'italiano Giancarlo Raimondi, che terminò la gara in 4h55'10", alla media di 40,52 km/h, precedendo il connazionale Giovanni Lombardi e il lettone Romāns Vainšteins. L'arrivo e la partenza della gara furono a Legnano.
Sul traguardo di Legnano 62 ciclisti, su 163 partenti, portarono a termine la manifestazione.

## Ordine d'arrivo (Top 10)
| Pos. | Corridore          | Squadra           | Tempo    |
| ---- | ------------------ | ----------------- | -------- |
| 1    | Giancarlo Raimondi | Liquigas          | 4h55'10" |
| 2    | Giovanni Lombardi  | Telekom           | s.t.     |
| 3    | Romāns Vainšteins  | Vini Caldirola    | s.t.     |
| 4    | Fabrizio Guidi     | Team Polti        | s.t.     |
| 5    | Nicola Loda        | Ballan            | s.t.     |
| 6    | Mario Manzoni      | Mobilvetta Design | s.t.     |
| 7    | Salvatore Commesso | Saeco             | s.t.     |
| 8    | Gerrit Glomser     | Navigare          | s.t.     |
| 9    | Marco Bellini      | Selle Italia-W52  | s.t.     |
| 10   | Simone Zucchi      | Team Polti        | s.t.     |